# Амога (ПТРК)
Амога-1 (санскрит: अमोघा «Безотказный») — индийский противотанковый ракетный комплекс второго поколения. Находится в стадии разработки отделом исследований и разработок компании Bharat Dynamics Limited в Хайдарабаде. Это первая ПТУР, разработанная и испытанная компанией Bharat Dynamics. Ракета будет выпускаться в двух вариантах.

## Испытания
Ракета имеет дальность от 2,5 до 2,8 км. Сообщалось, что две ракеты были испытаны в сентябре 2015 года на армейском полигоне Бабина в штате Мадхья-Прадеш. Обе ракеты поразили цели в ходе испытаний. Эти испытания не выявили существенной разницы между данной ракетой и другими ПТУР.
14 октября 2017 года ПТУР была успешно испытана с помощью наземной пусковой установки.
26 марта 2023 года BDL успешно испытала ПТРК Amogha-III, выполнив все поставленные задачи.
21 февраля 2024 года 12-я пехотная дивизия индийской армии провела испытания ПТУР дальностью 2,5 км в районе Джайсалмер. Ракета была запущена с переносной треноги. Ракета использовала тандемный кумулятивный заряд для нейтрализации бронетехники с динамической защитой.

## Варианты

### Амога-II
Амогха-II использует полуавтоматическое управление прямой наводкой (SACLOS) с радиолокационной ГСН.

### Амога-III
7 февраля 2020 года компания BDL представила ПТРК Amogha-III третьего поколения на выставке Defexpo 2020 в городе Лакхнау. Ракета имеет обычный цилиндрический корпус, восемь складных килей в средней части корпуса и четыре крупных кормовых киля для стабилизации полёта. Оснащён ракетным двигателем двойной тяги с управляемым вектором тяги работающий на бездымном топливе. Амога-III может поражать цель в режиме атаки сверху или прямой атаки. Ракета использует кумулятивную тандемную боевую часть, которая может пробить 650 мм за пределы динамической защиты (ERA). Рабочая дальность составляет 200–2500 м при массе 18 кг, хотя BDL планирует снизить её до 15–16 кг, как только ракета поступит в серийное производство. Полный комплекс включает ракету, треногу и командно-пусковую установку с возможностью дистанционного управления.